# یان-فردریک گوسل
یان-فردریک گوسل (انگلیسی: Jan-Frederick Göhsl؛ زادهٔ ۲۸ ژانویهٔ ۱۹۹۳) بازیکن فوتبال اهل آلمان است.
از باشگاه‌هایی که در آن بازی کرده‌است می‌توان به باشگاه فوتبال آلمانیا آخن اشاره کرد.